# Besikta Bilprovning

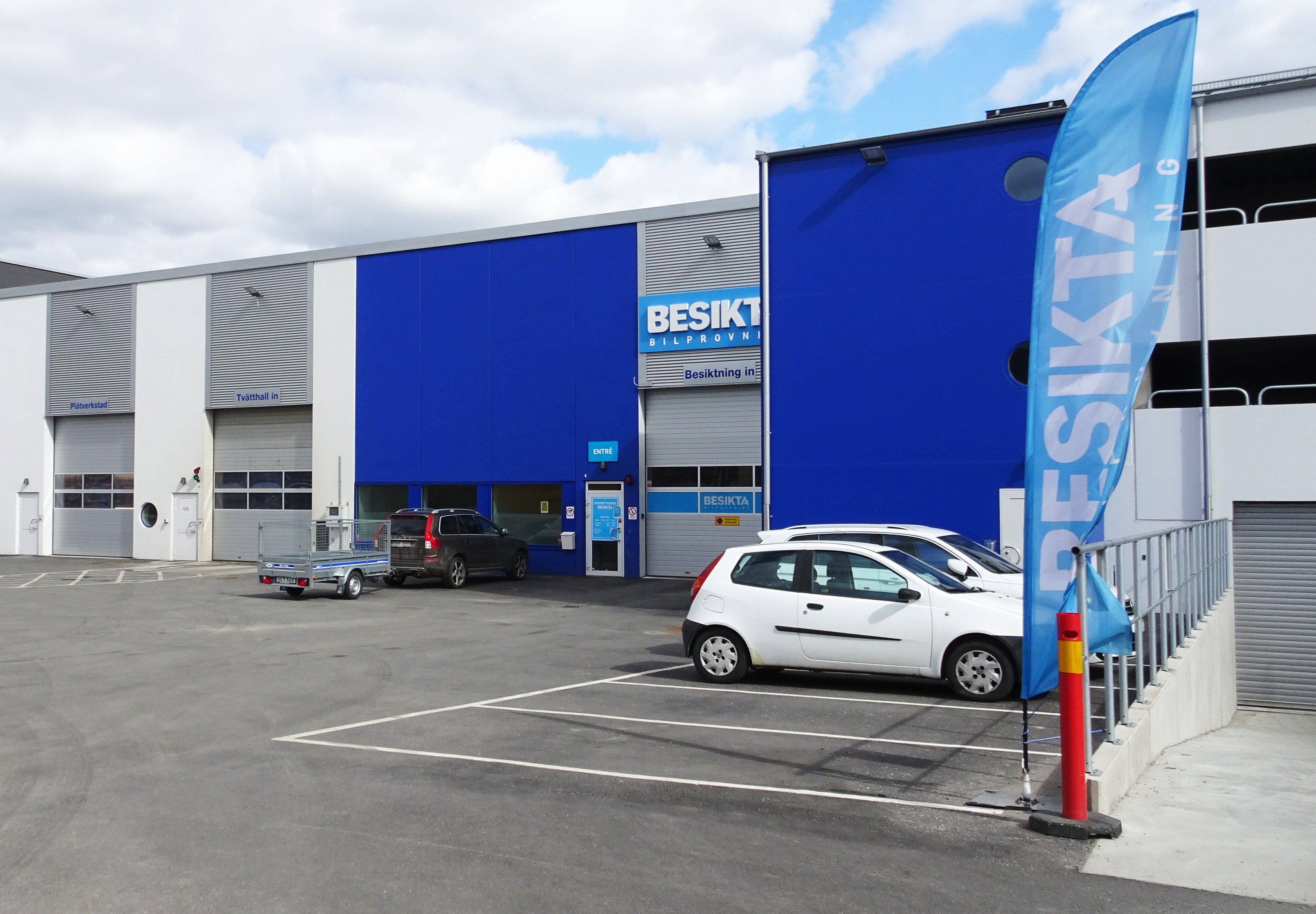
Besiktas anläggning i Länna industriområde, Huddinge kommun.

Besikta Bilprovning är ett aktiebolag med uppgift att utföra kontrollbesiktningar och registreringsbesiktningar av motorfordon och släpfordon i Sverige. Företaget finns på 160 orter från Trelleborg i Skåne till Skellefteå i Västerbotten. Totalt har idag Besikta Bilprovning 195 stationer. Besikta Bilprovning är ackrediterade av Swedac.

## Historia
2010 avreglerades den svenska marknaden för bilprovning och den 18 mars 2013 delades AB Svensk Bilprovning upp i två delar genom att 48 procent av tillgångarna fördes över till ett holdingbolag, FBYB Holding, som ägdes av de branschorganisationer och försäkringsbolag som tidigare var delägare i AB Svensk Bilprovning. Denna del fick namnet Besikta Bilprovning och hade då cirka 450 anställda på 56 stationer runt om i Sverige.  Investmentbolaget Volati AB fick i uppdrag att driva stationerna och valde att köpa loss hela verksamheten 2014. Volati har sålt verksamheten till Applus i Spanien.